# Ken Uehara
Pour les articles homonymes, voir Uehara.
Ken Uehara (上原謙, Uehara Ken), né le 7 octobre 1909 et mort le 23 novembre 1991, est un acteur japonais.

## Biographie

### Carrière
Ken Uehara a fait ses études à l'université Rikkyō.
Il est apparu dans plus de 200 films entre 1935 et 1990.

### Vie privée
Ken Uehara s'est marié à l'actrice Yōko Kozakura (ja), il est le père de Yūzō Kayama.

## Filmographie partielle

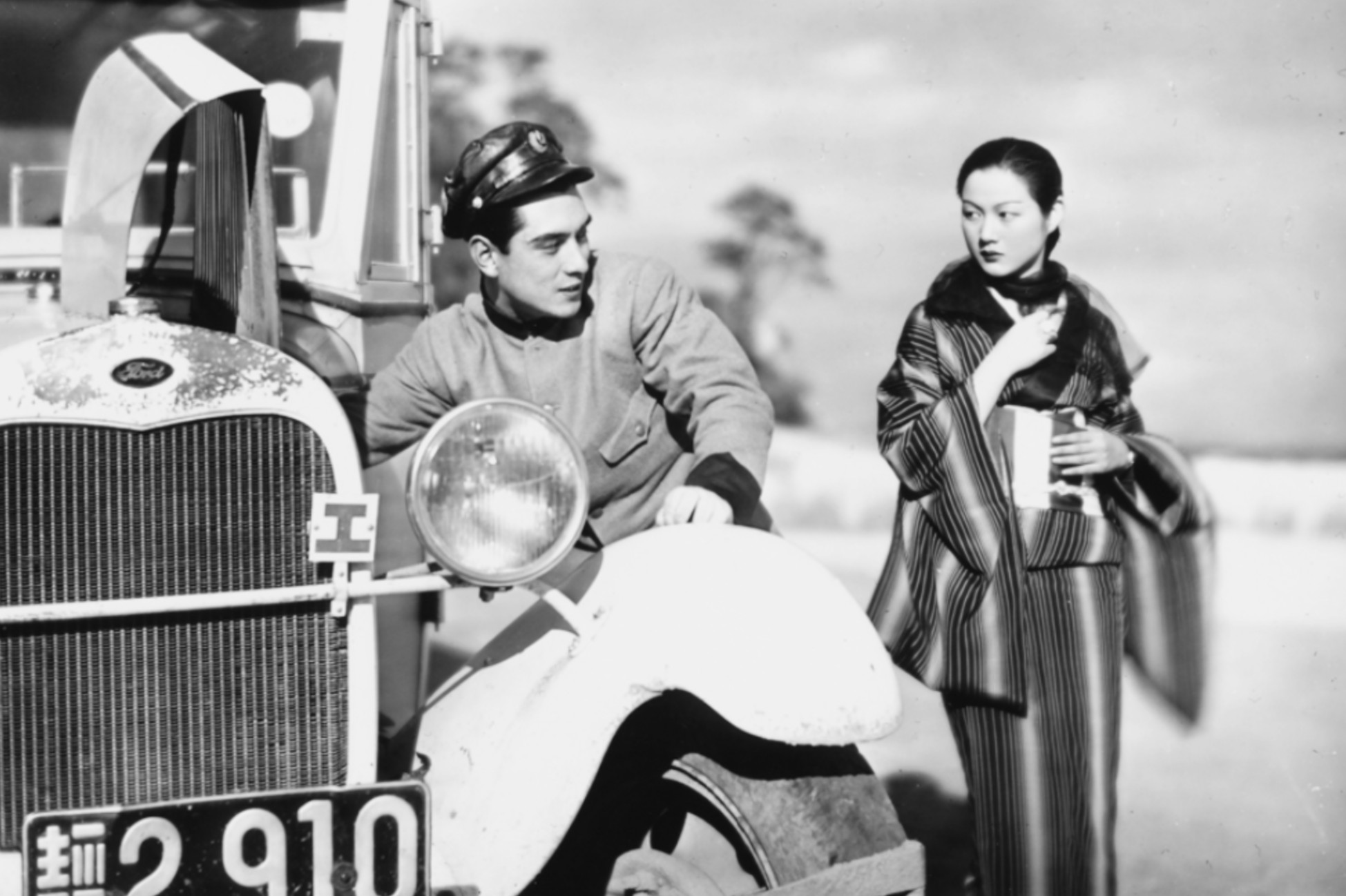
Ken Uehara et Michiko Kuwano dans Monsieur Merci (1936).

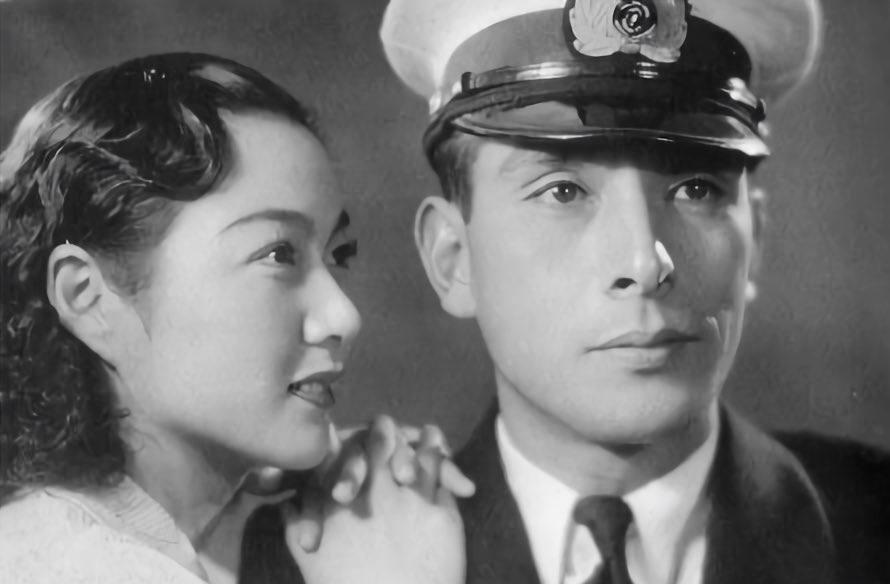
Michiko Kuwano et Ken Uehara dans Nīzuma mondō (1939).

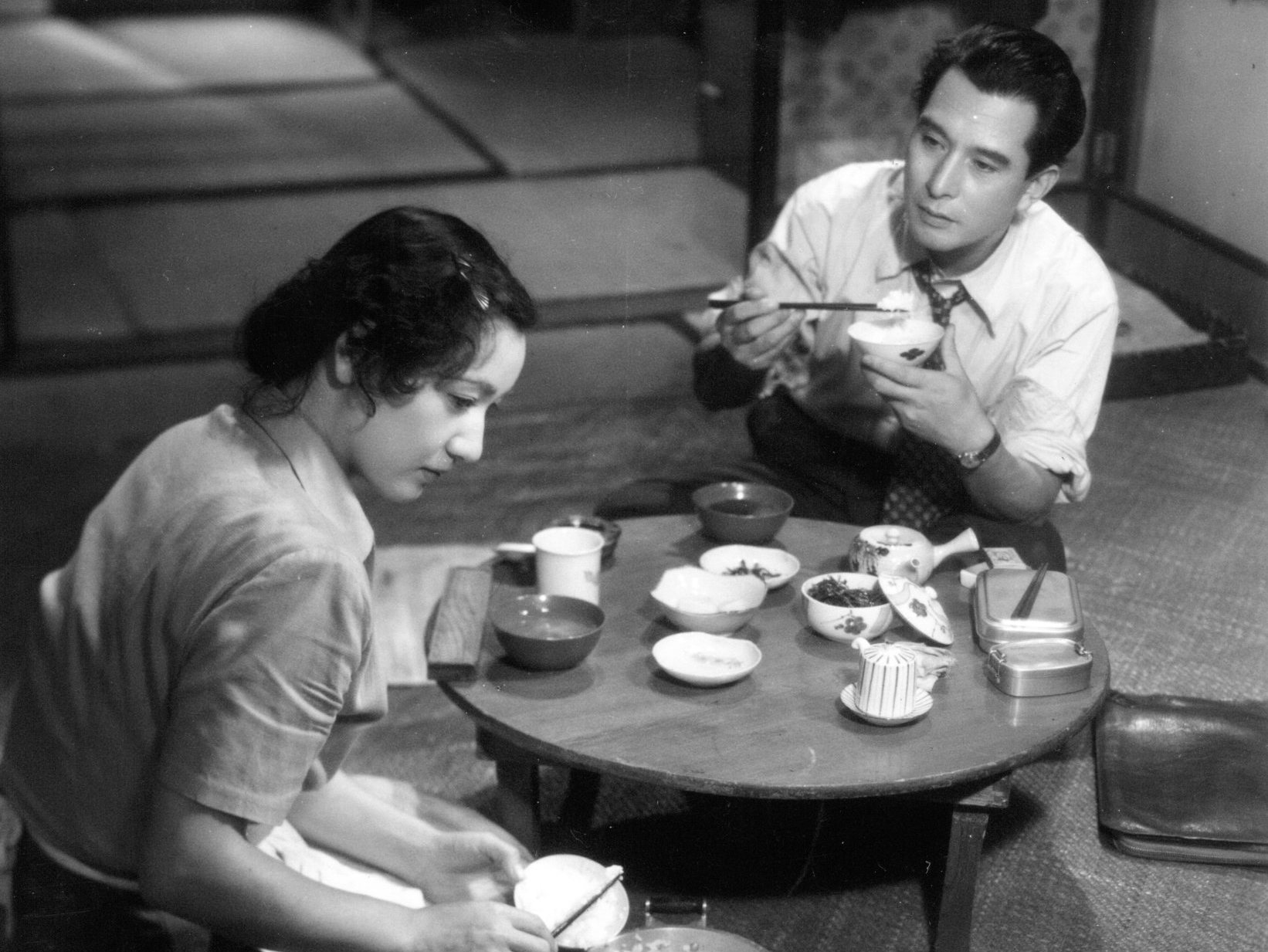
Setsuko Hara et Ken Uehara dans Le Repas (1951).

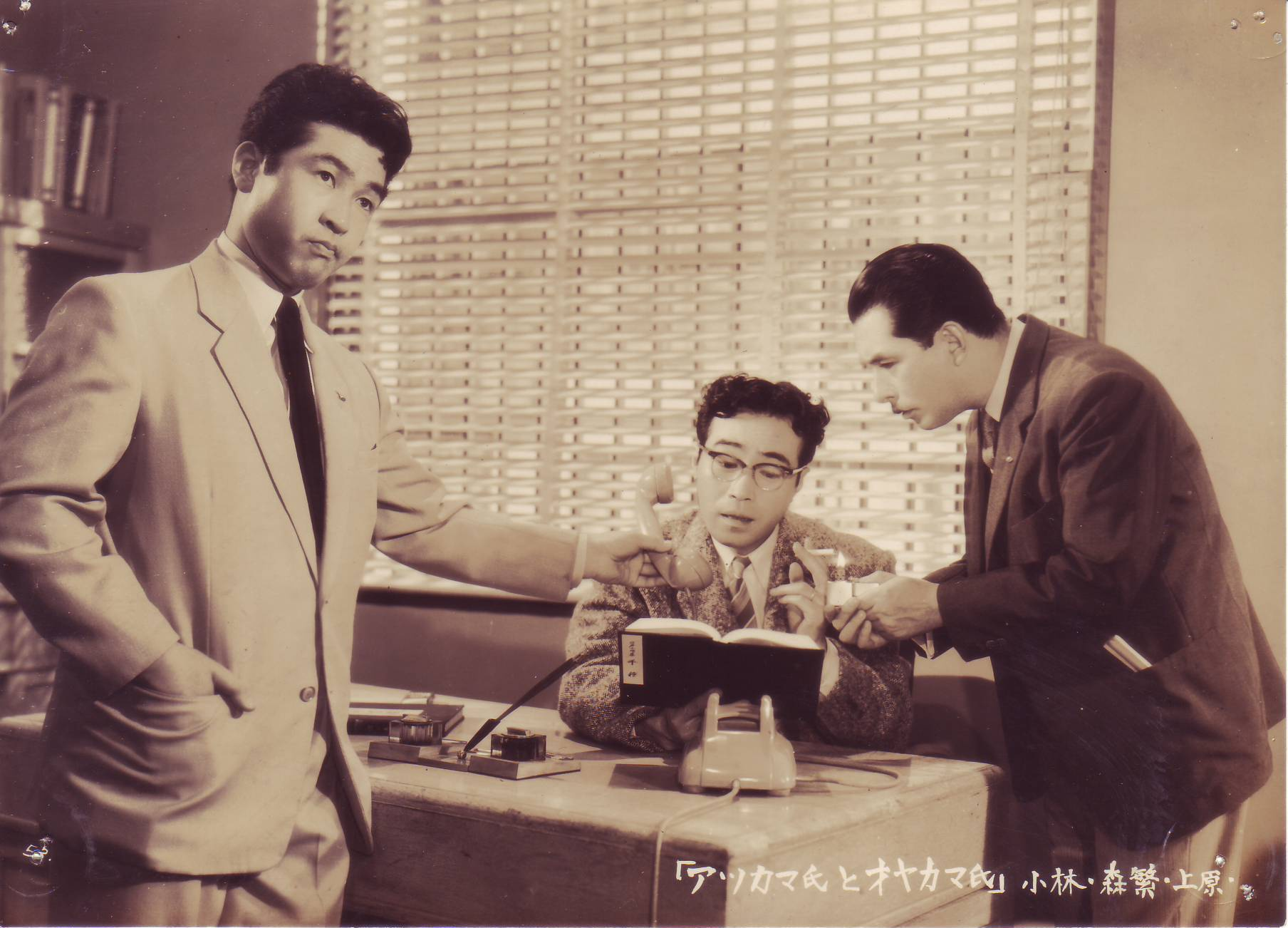
Keiju Kobayashi, Hisaya Morishige et Ken Uehara dans Atsukama-shi to Oyakama-shi (1955).

- 1935 : L'Épanouissement du printemps (若旦那 春爛漫, Wakadanna haruranman?) de Hiroshi Shimizu
- 1935 : Lui, elle et les jeunes gens (彼と彼女と少年達, Kare to kanojo to shōnentachi?) de Hiroshi Shimizu
- 1935 : Cœur double (双心臓, Sōshinzō?) de Hiroshi Shimizu
- 1935 : Reijin shakōba (麗人社交場?) de Hiromasa Nomura
- 1935 : Eikyū no ai: Zenpen (永久の愛 前篇?) de Yoshinobu Ikeda
- 1935 : Eikyū no ai: Kōhen (永久の愛 後篇?) de Yoshinobu Ikeda
- 1935 : Au moins ce soir (せめて今宵を, Semete koyoi?) de Yasujirō Shimazu
- 1935 : Amour, version luxe (恋愛豪華版, Ren'ai gōka ban?) de Hiroshi Shimizu
- 1936 : Le Nouveau Chemin : Akemi (新道前篇, Shindo: Zenpen Akemi no maki?) de Heinosuke Gosho : Ryota Kudo
- 1936 : Le Nouveau Chemin : Ryota (新道後篇, Shindo: Kohen Ryota no maki?) de Heinosuke Gosho : Ryota Kudo
- 1936 : Monsieur Merci (有りがたうさん, Arigatō-san?) de Hiroshi Shimizu : M. Merci
- 1937 : Qu'est-ce que la dame a oublié ? (淑女は何を忘れたか, Shukujo wa nani o wasureta ka?) de Yasujirō Ozu : star du cinéma
- 1937 : Les Trois Prétendants (婚約三羽烏, Konyaku sanbagarasu?) de Yasujirō Shimazu : Ken Taniyama
- 1938 : Katsura, l'arbre de l'amour (愛染かつら, Aizen katsura?) de Hiromasa Nomura : Kozo Tsumura
- 1938 : Journal d'une famille (家庭日記, Katei nikki?) de Hiroshi Shimizu
- 1939 : Zoku aizen katsura (続愛染かつら?) de Hiromasa Nomura : Kozo Tsumura
- 1939 : Aizen katsura: Kanketsu-hen (愛染かつら 完結篇?) de Hiromasa Nomura : Kozo Tsumura
- 1939 : La Détermination d’Okayo (お加代の覚悟, Okayo no kakugo?) de Yasujirō Shimazu : Shunsaku
- 1939 : Nīzuma mondō (新妻問答?) de Hiromasa Nomura
- 1940 : L'Histoire du commandant de chars Nishizumi (西住戦車長伝, Nishizumi senshacho-den?) de Kōzaburō Yoshimura
- 1941 : Notes d'une chanteuse ambulante (歌女おぼえ書, Utajo oboegaki?) de Hiroshi Shimizu
- 1944 : La Ville en liesse (歓呼の町, Kanko no machi?) de Keisuke Kinoshita : Shingo Furukawa
- 1944 : L'Armée (陸軍, Rikugun?) de Keisuke Kinoshita : le capitaine Nishina
- 1945 : Le Chant de la victoire (必勝歌, Hisshō ka?) de Kenji Mizoguchi, Masahiro Makino, Hiroshi Shimizu et Tomotaka Tasaka
- 1947 : Le Mariage (結婚, Kekkon?) de Keisuke Kinoshita : Tsumoru Sugawara
- 1949 : Le Fantôme de Yotsuya (新釈 四谷怪談 前篇, Shinshaku Yotsuya kaidan: Zenpen?) de Keisuke Kinoshita : Iemon Tamiya
- 1949 : Le Fantôme de Yotsuya II (新釈 四谷怪談 後篇, Shinshaku Yotsuya kaidan: Kōhen?) de Keisuke Kinoshita : Iemon Tamiya
- 1950 : Le Destin de madame Yuki (雪夫人絵図, Yuki fujin ezu?) de Kenji Mizoguchi : Masaya Kikunaka
- 1950 : Les Sœurs Munakata (宗方姉妹, Munekata kyōdai?) de Yasujirō Ozu : Hiroshi Tashiro
- 1951 : Le Repas (めし, Meshi?) de Mikio Naruse : Hatsunosuke Okamoto
- 1953 : Un couple (夫婦, Fūfu?) de Mikio Naruse : Isamu Nakahara
- 1953 : Épouse (妻, Tsuma?) de Mikio Naruse : Toichi Nakagawa
- 1953 : Là d'où l'on voit les cheminées (煙突の見える場所, Entotsu no mieru basho?) de Heinosuke Gosho : Ryukichi Ogata
- 1953 : La Tragédie du Japon (日本の悲劇, Nihon no Higeki?) de Keisuke Kinoshita : Masayuki Akazawa
- 1954 : Le Grondement de la montagne (山の音, Yama no oto?) de Mikio Naruse : Shūichi Ogata
- 1954 : Hana to hatō (花と波濤?) de Shūe Matsubayashi
- 1954 : Derniers Chrysanthèmes (晩菊, Bangiku?) de Mikio Naruse : Tabe
- 1955 : Les Baisers, épisode 3 : Chez les femmes (くちづけ, Kuchizuke, 3 : Onna doshi?) de Mikio Naruse : Yūzō Kaneda
- 1956 : Rivière de nuit (夜の河, Yoru no kawa?) de Kōzaburō Yoshimura : le professeur Takemura
- 1956 : Le Chant de la brume (霧の音, Kiri no oto?) de Hiroshi Shimizu
- 1958 : Le Précipice glacé (氷壁, Hyōheki?) de Yasuzō Masumura : Yashiro
- 1957 : Une femme indomptable (あらくれ, Arakure?) de Mikio Naruse
- 1960 : Filles, épouses et une mère (娘・妻・母, Musume tsuma haha?) de Mikio Naruse : Sokei Gojo
- 1961 : Mothra (モスラ, Mosura?) d'Ishirō Honda : Dr Harada
- 1961 : La Dernière Guerre de l'Apocalypse (世界大戦争, Sekai daisensō?) de Shuei Matsubayashi
- 1962 : Astronaut 1980 (妖星ゴラス, Yosei Gorasu?) d'Ishirō Honda : Dr Kōno, astrophysicien
- 1963 : Atragon (海底軍艦, Kaitei Gunkan?) d'Ishirō Honda : l'amiral retraité Kusumi
- 1983 : The Girl Who Leapt Through Time (時をかける少女, Toki o kakeru shōjo?) de Nobuhiko Ōbayashi : Masaharu Fukamachi
- 1987 : L'Actrice (映画女優, Eiga joyū?) de Kon Ichikawa : lui-même

## Distinctions

### Décoration
- 1983 : récipiendaire de l'ordre du Trésor sacré de quatrième classe

### Récompenses
- 1954 : prix Mainichi du meilleur acteur pour Un couple et Épouse[2]
- 1992 : prix spécial pour l'ensemble de sa carrière aux Japan Academy Prize[3]